# Pruisische Madonna
Pruisische Madonna was de bijnaam van de Pruisische koningin Louise, geboren prinses van Mecklenburg-Strelitz en tevens van een aan haar gewijd standbeeld in Berlijn, dat de vorstin uitbeeldde met op haar arm haar derde kind, de latere eerste Duitse keizer Wilhelm I. Het standbeeld sneuvelde tijdens oorlogshandelingen aan het einde van de Tweede Wereldoorlog.
Ter gelegenheid van de honderdste geboortedag van keizer Wilhelm I, in 1897, schonk zijn kleinzoon, keizer Wilhelm II een nieuwe voorgevel aan de Berlijnse Kunstacademie. Tijdens de feestelijke ingebruikname van deze nieuwe façade werd in diezelfde academie een tentoonstelling gehouden, die door de keizer werd geopend. Daar viel zijn oog op een - nog gipsen - beeld van koningin Louise die de latere keizer op haar arm draagt en van een trapje schrijdt. Het beeld was van de hand van Fritz Schaper. De keizer was zeer onder de indruk van het beeld en verzocht de maker er een uitvoering van te maken in marmer. Dit beeld werd gemaakt en in Berlin-Schöneberg opgesteld voor het Pestalozzi-Fröbel-Haus, een inrichting voor jeugd- en jongerenwerk. In het kader van de Berlijnse Kunsttentoonstelling van 1901 ontving Schaper de gouden medaille voor dit beeld.
Het beeld, dat sterke overeenkomsten vertoond met beeltenissen van de Heilige Maagd, kreeg al snel de bijnaam Pruisische Madonna. Miniatuurversies van het beeldje vonden hun weg naar talloze Duitse huiskamers. Aan het einde van de Tweede Wereldoorlog werd het beeld tijdens de bevrijding van Berlijn vernietigd.